# G1/VA/S1– Одаларева
G1/VA/S1– Одаларева – система офшорних газопроводів біля узбережжя індійського штату Андхра-Прадеш, яка подає продукцію ряда родовищ на берегову установку підготовки в Одаларева.
У 1990-х роках компанія ONGC взялась за розробку нафтогазового родовища Равва, що лежить на мілководді біля дельти річки Годаварі. Це започаткувало освоєння офшорних ресурсів басейну Крішна-Годаварі, а подальшим напрямом розвитку став перехід до роботи на глибоководних родовищах. На початку 2010-х почалось введення в розробку родовища G1, яке лежить в районі з глибинами моря від 200 до 400 метрів. Від G1 на суходіл проклали два газопроводи діаметром по 250 мм, які завершуються на береговому приймальному терміналі (установці підготовки) в Одаларева, на узбережжі одного з островів дельти Годаварі. Крім того, до трубопроводу G1 – Одаларева за допомогою перемички діаметром 200 мм підключили родовище GS15. Загальна довжина цієї системи становить 55 км. Максимальний проектний видобуток газу з G1 та GS15 оцінювали у 2,7 млн м3 на добу.
За кілька років узялись за освоєння ще двох родовищ басейну – Вашишті (VA) та S1, максимальна глибина в районі яких становить 700 метрів. Для їх розробки до Одаларева проклали два газопроводи загальною довжиною 93 км з діаметром 450 мм, при цьому їх маршрут значною частиною повторює шлях трубопроводів від G1. Видобуток на Вашишті стартував у 2017-му. Максимальний проектний видобуток газу з VA та S1 оцінювали у 6 млн м3 на добу.
Враховуючи збільшення потужності установки підготовки Одаларева, для видачі товарного газу її додатково сполучили із газопроводом Татіпака – Какінада за допомогою перемички довжиною 14 км та діаметром 600 мм, що сталось не пізніше початку 2021 року.
Наступним кроком ONGC у розробці офшорних ресурсів басейну стали роботи з родовищами Кластеру 2 блоку KG-D5 (первісно був відомий як KG-DWN-98/2). За проектом в районі з невеликою (31 метр) глибиною має працювати платформа з обладнанням для первинної підготовки, до якої з двох напрямків надходитиме газ – асоційований з плавучої установки «Armada Sterling V», яка призначена для обслуговування нафтових родовищ кластеру, та вільний з газових родовищ. Монтаж джекету (опорної основи) зазначеної платформи припав на 2021 рік, а «Armada Sterling V» прибула до узбережжя Андхра-Прадеш у грудні 2022-го, проте через проблеми у малайзійської компанії Sapura запуск газової частини проекту відкладався щонайменше до 2024 року (у липні 2023-го малайзійці повідомили про наміри завершити топсайд (надбудову з обладнанням) платформи «за кілька місяців»). Втім, вже з 2020 року вели пробний видобуток газу з блоку KG-D5 із видачею його через підключення до Вашишті і станом на весну 2023-го звідси отримували 1,7 млн м3 на добу. Всього ж максимальний проектний видобуток газу з Кластеру 2 блоку KG-D5 оцінюють у 11,5 млн м3 на добу.
Первісно планувалось, що платформа блоку KG-D5 за допомогою трубопроводу довжиною 31 км буде підключена до терміналу компанії GSPL у Маллаварам, який розташований біч-о-біч із вихідним пунктом потужної системи Схід – Захід. Частина цього трубопроводу завдовжки 9 км мала проходити по одній із проток дельти Годаварі, що викликало протести місцевих рибалок. Також на початку 2020-х відбулось коригування проекту розробки Кластеру 2 блоку KG-D5 із зменшенням оцінки максимального видобутку, який первісно прогнозували на рівні 16,5 млн м3 на добу. Враховуючи зазначене, станом на 2023 рік в заявах ONGC зазначалось про наміри пустити газ блоку KG-D5 через термінал Одаларева.
Також існують плани підключення до терміналу Одаларева родовищ блоку KG-OSN-2004/1, для чого знадобиться газопровід довжиною 47 км з діаметром 500 мм.